# Râul Motru (sit SCI)
Râul Motru este o arie protejată (arie specială de conservare — SAC, sit de importanță comunitară — SCI) din România, desemnată în scopul protejării biodiversității și menținerii într-o stare de conservare favorabilă a florei spontane și faunei sălbatice, precum și a habitatelor naturale de interes comunitar aflate în arealul zonei de protecție. Aceasta se întinde pe o suprafață de 1.871,2 ha, integral pe uscat.

## Localizare
Centrul sitului Râul Motru între Păltinoasa și Ruși este situat la coordonatele 44°36′57″N 23°16′07″E / 44.615886°N 23.268519°E. Situl se întinde pe teritoriile administrative ale comunelor Cătunele, Glogova, Padeș și Văgiulești din județul Gorj și pe cele ale comunelor Butoiești, Corcova și Stângăceaua; și pe cele ale orașelor Baia de Aramă și Strehaia din județul Mehedinți.

## Înființare
Situl Râul Motru a fost declarat sit de importanță comunitară (ROSCI0366) în septembrie 2011 pentru a proteja 12 specii de faună sălbatică. Situl a fost protejat și ca arie specială de conservare (ROSAC0366) în mai 2022.

## Biodiversitate
Situată în ecoregiunile continentală, aria protejată conține 1 habitat naturale: Zăvoaie cu Salix alba și Populus alba,.
La baza desemnării sitului se află mai multe specii protejate:; astfel: doi amfibieni: izvorașul-cu-burta-galbenă (Bombina variegata) și țestoasa bănățeană (Testudo hermanni); un mamifer: vidră de râu (Lutra lutra); partru specii de pești: mreană balcanică (Barbus balcanicus), boarță (Rhodeus amarus), porcușor de nisip (Romanogobio kesslerii) și câră (Sabanejewia balcanica); patru insecte: croitorul mare al stejarului (Cerambyx cerdo), rădașcă (Lucanus cervus), croitor cenușiu (Morimus asper funereus) și molia tigru (Euplagia quadripunctaria); precum și o comunitate importantă de scoici cu indivizi din specia Unio crassus (scoică-mică-de-râu), specie cu risc ridicat de dispariție în sălbăticie (înclusă în lista roșie a IUCN)